# 約瑟夫·卡普格拉
讓·馬里·約瑟夫·卡普格拉（法語：Jean Marie Joseph Capgras，1873年8月23日—1950年1月27日）是一名法國精神科醫生，因卡普格拉综合征而知名。
他在圖盧茲獲得醫學學位，後來在法國的幾個精神病院工作。在他職業生涯的後半段，他與聖安娜醫院有聯繫。
他與他的導師保羅·塞里歐一起為精神病學出版物做出貢獻，例如《瘋狂的推理》（Les Folies raisonnantes）和《以解釋為基礎的精神病》（Les Psychoses à base d'interprétations délirantes）。
卡普格拉综合征是在1923年由卡普格拉和他的實習生讓·雷沃爾-拉肖（Jean Reboul-Lachaux）發表的一項研究中所描述。這種疾病被定義為一種錯覺，認為近親或朋友被冒名頂替。

## 備註
1. ↑  The Clinical roots of the schizophrenia concept （页面存档备份，存于） by John Cutting
2. ↑  Luauté, Jean-Pierre. . Annales Médico-psychologiques, revue psychiatrique. 2012-12-01, 170 (10): 748–756  [2023-03-25]. ISSN 0003-4487. doi:10.1016/j.amp.2012.10.001. （原始内容存档于2019-06-04） （法语）.
3. ↑  IDREF.fr （页面存档备份，存于） (publications)
4. ↑  . Oxford Reference.   [2020-11-24] （英语）.
5. ↑  Capgras' delusion （页面存档备份，存于） at Who Named It